# Depozyt importowy
Depozyt importowy – zobowiązanie importera przez władze państwa importującego do wpłacenia na określony czas pewnej części wartości towaru mającego być przedmiotem importu na specjalny nieoprocentowany rachunek bankowy. Depozyt importowy jest jednym ze sposobów ograniczenia przywozu, gdyż w rezultacie jego wpłacenia następuje zamrożenie środków pieniężnych importera, co powoduje utratę korzyści, które mógłby on osiągnąć w przypadku włożenia takiej sumy na oprocentowane konto bankowe lub wykorzystania jej w obrocie gospodarczym.